# Orbisonia, Pennsylvania
Orbisonia là một thị trấn thuộc quận Huntingdon, tiểu bang Pennsylvania, Hoa Kỳ. Năm 2010, dân số của thị trấn này là 428 người.